# (1905) Ambartsumian
(1905) Ambartsumian es un asteroide perteneciente al cinturón de asteroides descubierto por Tamara Mijáilovna Smirnova desde el Observatorio Astrofísico de Crimea, Naúchni, el 14 de mayo de 1972.

## Designación y nombre
Ambartsumian fue designado al principio como 1972 JZ.
Más adelante, recibió su nombre en honor del astrofísico armenio Víktor Ambartsumián, fundador de la escuela de astrofísica teórica en la Unión Soviética.

## Características orbitales
Ambartsumian orbita a una distancia media de 2,224 ua del Sol, pudiendo acercarse hasta 1,864 ua. Su inclinación orbital es 2,615° y la excentricidad 0,1619. Emplea 1211 días en completar una órbita alrededor del Sol.